# Kirsch-lès-Sierck
 Kirsch-lès-Sierck  (del alemán: Kirsch bei Sierck) es una población y comuna francesa, en la región de Lorena, departamento de Mosela, en el distrito de Thionville-Est y cantón de Sierck-les-Bains.

## Demografía
| 263 | 267 | 242 | 222 | 220 | 214 |
| Para los censos de 1962 a 1999 la población legal corresponde a la población sin duplicidades (Fuente: INSEE [Consultar]) |     |     |     |     |     |